# کارته سخی
کارته سخی نام منطقه ای در غرب کابل، پایتخت افغانستان است.
زیارت سخی در دامنهٔ کوه آسمایی یا کوه تلویزیون در منطقهٔ کارته سخی قرار دارد. اکثریت جمعیت ساکن در کارته سخی از هزاره های افغانستان می باشد. زیارتگاه سخی، دانشگاه کابل، دانشگاه طبی کابل، دانشگاه پولی تخنیک کابل، بیمارستان علی‌آباد، بیمارستان فرانسویان و وزارت زراعت افغانستان در ناحیه قرار دارند.

## یادداشت
1. ↑  "Google Maps". Google Maps. Retrieved 2018-03-28.
2. ↑  «یک عصر تابستانی در زیارتگاه سخی».